# Крекінг-установка у Рафнесі
Крекінг-установка у Рафнесі — складова частина норвезького нафтохімічного майданчика, який станом на другу половину 2010-х належить компанії INEOS.
Із розвитком газовидобутку в Норвегії з'явилась можливість вилучати на газопереробних заводах значну кількість гомологів метану. Це в свою чергу надало змогу запустити у 1977 році установку парового крекінгу, для розміщення якої обрали Рафнес (сто десять кілометрів на північний захід від Осло). Як сировину це виробництво споживало етан (30%), пропан (45%) та бутан (25%). В подальшому установка пройшла ряд модернізацій, котрі збільшили річну потужність по етилену вдвічі – до 600 (за іншими даними – 620) тисяч тонн. Крім того, тут продукується 80 тисяч тонн пропілену. 
Варто відзначити, що завершена в 2016 році модернізація (до проведення якої потужність установки становила 550 тисяч тонн етилену) була розрахована на збільшення використання сировини, котра з’явилась на світовому ринку внаслідок «сланцевої революції» у США. На той час норвезького етану вже не вистачало для подальшого розширення, до того ж частина його йшла на піролізну установку в шведському Стенунгсунді. Як наслідок,  INEOS ухвалила рішення організувати трансатлантичні поставки етану, для чого замовили спеціальний танкерний флот. У березні 2016-го до Норвегії прибуло судно INEOS Intrepid, котре доправило першу партію етану з терміналу в Маркус-Хук (Пенсільванія).
Вироблений у Рафнесі етилен в подальшому використовують на похідних виробництвах поліетилену низької щільності (140 тисячі тонн) та мономеру вінілхлориду (530 тисяч тонн, в подальшому постачається для полімеризації у ПВХ через тунель довжиною 3,5 км, прокладений під Фрей-фіордом). Надлишок етилену експортується морським шляхом до Антверпену (в 2018-му INEOS ввела тут в експлуатацію термінал, розрахований на прийом 1 млн тонн на рік).
У 2018-му оголосили про наміри довести виробництво етилену в Рафнесі до понад 1 млн тонн на рік. Також збираються збільшити потужність заводу мономеру вінілхлориду на 70 тисяч тонн.